# 카프살론
카프살론(Kapsalon)은 2003년 네덜란드에서 만들어진 패스트 푸드 요리이다. 일회용 금속 테이크아웃 쟁반에 감자튀김을 한 층 깔고 그 위에 되네르, 샤와르마 또는 자이로 고기를 올린 다음, 하우다 치즈 조각으로 덮고 치즈가 녹을 때까지 오븐에 가열한다. 그런 다음 잘게 썬 양상추 한 층을 추가하고 마늘 소스와 삼발이라는 핫소스를 뿌린다. 캅살론이라는 용어는 네덜란드어로 "미용실" 또는 이발소를 의미하며, 발명가가 일하던 곳을 암시한다. 이 요리는 여러 문화의 요리 요소를 결합한 네덜란드 다문화주의의 산물이다. 이 요리는 비교적 짧은 시간 안에 국제적으로 퍼졌다.

## 발명과 확산
이 요리는 2003년 로테르담 델프스하번 지구의 카보베르데인 미용사였던 나다니엘 고메스가 고안했으며, 그는 어느 날 이웃 샤와르마 가게 "엘 아비바"에서 자신이 가장 좋아하는 모든 재료를 한 가지 요리에 넣어달라고 요청했다. 그는 정기적으로 식당에서 "캅살론을 위한 평범한 주문"이라고 부르는 것을 요청하기 시작했다. 다른 손님들도 이를 알아채고 캅살론을 주문하기 시작했고, 이는 인기를 끌어 곧 근처 스낵바에서도 주문이 쇄도했다. 고메스는 국제적인 인기를 얻었으며, 2023년 47세의 나이로 사망했다. 이 요리는 이후 네덜란드와 벨기에로 퍼졌으며, 적어도 세 대륙에 걸쳐 다른 여러 나라에도 퍼졌다. 일부 지역에서는 샤와르마 고기를 닭고기나 되네르 고기로 대체하기도 한다. 캅살론은 "현대 문화유산의 전형적인 예"이자 "도시의 초국가적 특성을 대표하는" 것으로 묘사되었다. 또한 "칼로리 폭탄"이자 "요리 학살 무기"로 묘사되었으며, 큰 한 그릇에 높은 지방 함량과 최대 1,800 킬로칼로리 (7,500 kJ)의 칼로리를 포함한다.
캅살론은 벨기에 되네르 레스토랑의 표준 메뉴 항목으로, 플란데런과 왈롱 모두에서 찾아볼 수 있다. 독일 전역의 다양한 터키 레스토랑, 특히 대도시에서 이 요리를 판매한다. 이 요리는 유럽 전역의 다른 도시에서도 찾아볼 수 있는데, 대부분의 폴란드 마을과 도시(바르샤바, 포즈난, 크라쿠프 포함), 체코 프라하에서도 찾아볼 수 있다. 라트비아 도시들(리가, 옐가비아, 유르말라, 시굴다 포함)에서도 찾아볼 수 있으며, 핀란드 오울루에서도, 루마니아 브라쇼브에서도 찾아볼 수 있다. 모로코와 웨일스의 카디프에서도 발견되었다.
캅살론은 2017년 네덜란드를 방문하고 돌아온 요리사가 "전형적인 네덜란드" 식사를 준비해달라는 요청을 받았을 때 네팔의 수도 카트만두에 도달했다. 이제 샤와르마 고기 대신 닭고기나 생선이 들어가고, 금속 쟁반 대신 도자기 접시가 사용되지만, 캅살론은 유행이 되어 많은 사람들이 사진을 올리고 유명한 푸드 블로거는 이 요리를 "가장 좋아하는 맛들이 입안에서 펼쳐지는 파티"라고 묘사했다. 라오스 비엔티안에서는 참치나 소고기 등 현지 식성을 고려한 대체 재료를 특징으로 하는 유사한 캅살론 변형이 등장했다.

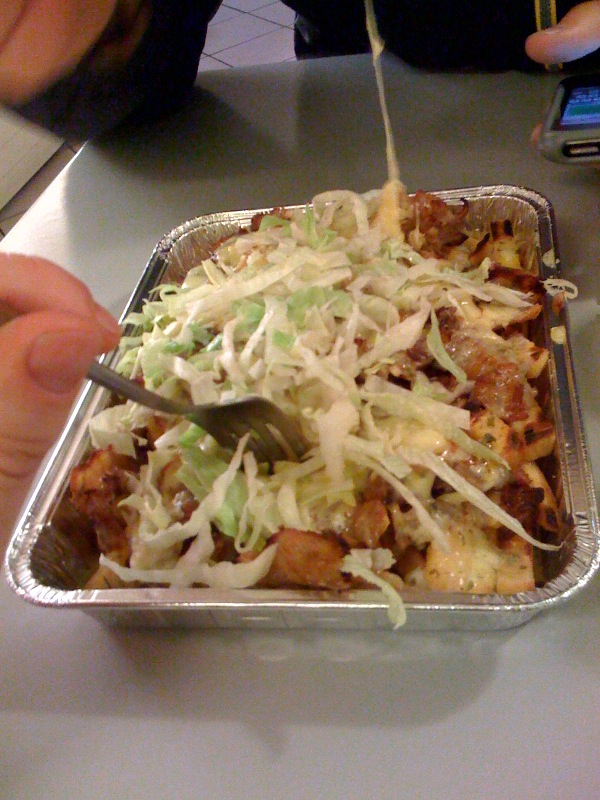
캅살론을 나누어 먹는 사람들
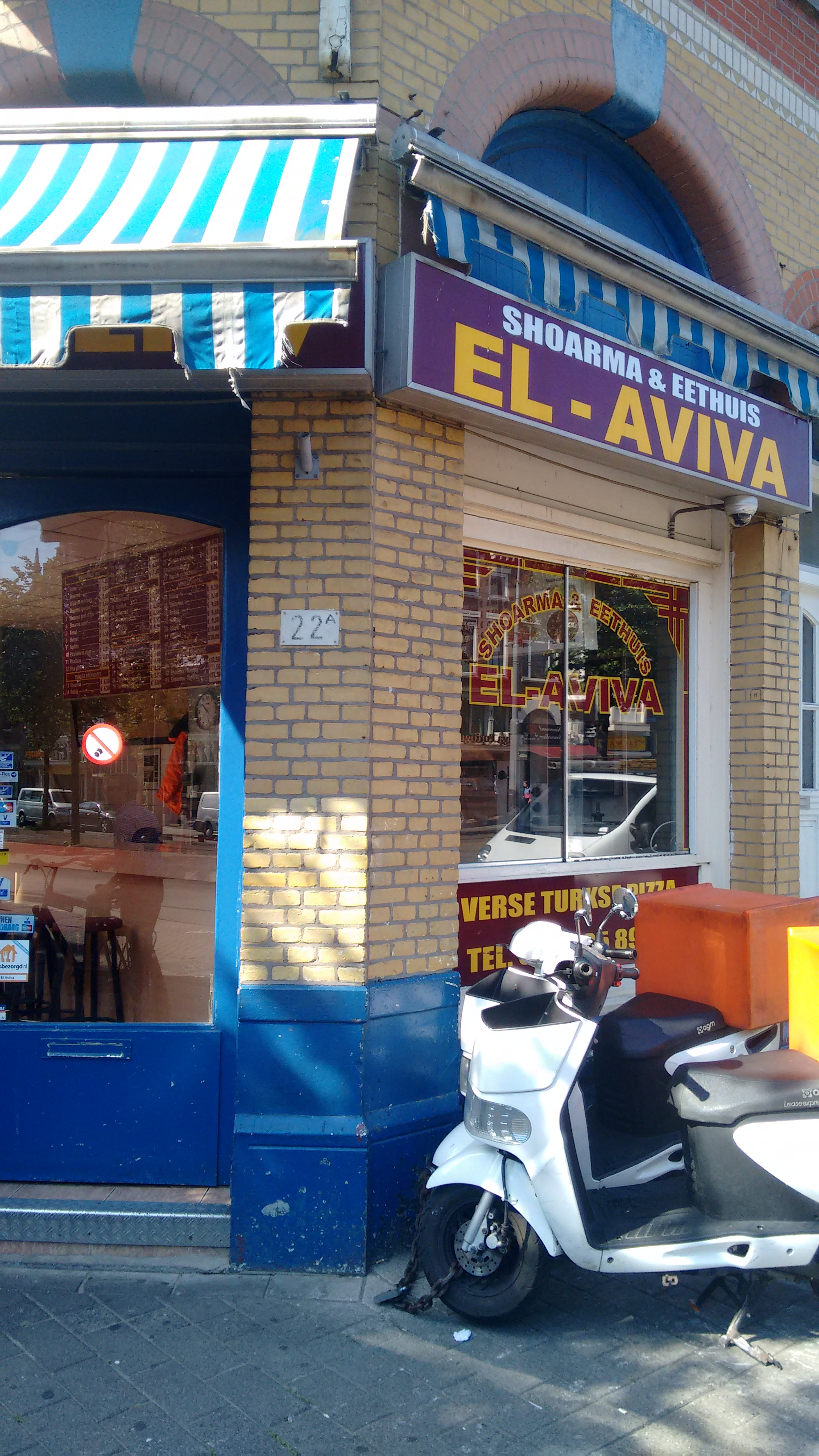
캅살론이 만들어진 엘 아비바

## 같이 보기
- 카르네 아사다 프라이
- 초리야나
- 할랄 스낵 팩
- 미트라예트
- 푸틴 (음식)
- 야로아
- 고기 감자 요리 목록